# ویرجینیا کریستین (اعدام‌شده)
ویرجینیا کریستین (۱۵ اوت ۱۸۹۵ – ۱۶ اوت ۱۹۱۲) دختر نوجوان آفریقایی‌تبار بود که توسط ایالت ویرجینیا اعدام شد. او به جرم قتل درجه اول کارفرمای سفیدپوست خود، آیدا بلوت، محکوم شد و به تنها دختر خردسالی تبدیل شد که در قرن بیستم در ایالات متحده اعدام گردید.
ویرجینیا کریستین در سن ۱۳ سالگی مدرسه را ترک کرد تا برای آیدا بلوت کار کند. در تاریخ ۱۸ مارس ۱۹۱۲، زمانی که کریستین ۱۶ سال داشت، بلوت او را به دزدی متهم کرد و به او حمله‌ور شد. در واکنش، کریستین با دسته جارو به او ضربه زد و حوله‌ای را در گلوی او فروکرد که موجب مرگش شد. کریستین دستگیر شد و در برابر هیئتی متشکل از مردان سفیدپوست محاکمه گردید. وکلای او، جوزف توماس نیوسام و جورج واشینگتن فیلدز، استدلال کردند که این قتل از پیش برنامه‌ریزی نشده بود، اما هیئت منصفه تنها پس از ۲۳ دقیقه مشورت، او را به قتل درجه اول محکوم کرد. با وجود قانونی در ویرجینیا که هدفش فرستادن نوجوانان مجرم برای بار نخست به مراکز اصلاح و تربیت بود، کریستین به مرگ محکوم شد.
پرونده کریستین واکنش‌های منفی زیادی از سوی روزنامه‌ها و فعالان حقوق مدنی به دنبال داشت؛ آن‌ها اعدام یک دختر زیر سن قانونی را ناعادلانه می‌دانستند و باور داشتند که این حکم انگیزه‌های نژادپرستانه داشته است. برخی نیز نسبت به سلامت روانی کریستین ابراز تردید کردند. انجمن ملی زنان رنگین‌پوست و انجمن ملی پیشرفت رنگین‌پوستان از فرماندار ویرجینیا، ویلیام هاجز من، درخواست کردند که حکم او را لغو کند. این اعتراض‌ها به‌ویژه در شیکاگو شدت گرفت؛ جایی که سردبیر روزنامه‌ای به نام ای. ون پاتنام کارزار شدیدی علیه این اعدام به راه انداخت. با این حال، من از بخشش کریستین خودداری کرد و او در تاریخ ۱۶ اوت ۱۹۱۲ با صندلی الکتریکی اعدام شد.

## اعدام
در ۱۳ اوت ۱۹۱۲، فرماندار اعلام کرد که دیگر اعدام ویرجینیا کریستین را به تأخیر نخواهد انداخت؛ اعدامی که قرار بود در ۱۶ اوت انجام شود. در همان روز، فرماندار بار دیگر تأکید کرد که حکم کریستین را تخفیف نخواهد داد و بر این باور بود که او مرتکب قتل از پیش برنامه‌ریزی‌شده شده است.  روزنامه‌ها از آرامش و پایداری کریستین پیش از مرگ گزارش دادند.  پیش از اجرای حکم، کریستین نامه‌ای به خانواده و حامیانش نوشت:
«می‌دانم چیزی بیش از آنچه سزاوارش هستم، دریافت نمی‌کنم. آماده‌ام تا در برابر گناهانم پاسخگو باشم و باور دارم که خداوند مرا بخشیده است. می‌ترسم که خانم بلوت مسیحی نبوده باشد. کسی را بابت وضعیت خودم سرزنش نمی‌کنم. امیدوارم در بهشت با خانم بلوت دیدار کنم. از همه کسانی که برایم تلاش کردند سپاسگزارم.»
کریستین در ساعت ۷:۲۳ صبح روز ۱۶ اوت ۱۹۱۲، پنج ماه پس از مرگ بلوت و تنها یک روز پس از تولد هفده‌سالگی‌اش، در زندان ایالتی ریچموند با صندلی الکتریکی اعدام شد. او سه بار شوک الکتریکی دریافت کرد، گرچه روزنامه ریچموند تایمز-دیپچ گزارش داد که پس از نخستین شوک جان باخت.
کریستین نخستین زنی بود که در جنوب آمریکا با صندلی الکتریکی اعدام شد و تنها دختر زیر سن قانونی بود که در قرن بیستم در ایالات متحده اعدام شد.